# محرم (خویشاوند)
مَحرَم اصطلاحی در اسلام است که شامل گروهی از خویشاوندان نزدیک می‌شود که ازدواج با آن‌ها حرام است و به سه دستهٔ محارم نَسَبی و سببی و رِضاعی تقسیم می‌گردد.

## محارم نَسَبی (خویشان خونی)‌
- پدر و مادر هرچه بالاتر رود. مانند مادرِ پدربزرگ.
- فرزند هرچه پایین‌تر رود. مانند نوه و نتیجه و نبیره و ندیده.
- برادر و خواهر.
  - تنی (پدر و مادر یکسان)
  - ناتنی (نابرادری و ناخواهری)
    - پدری (پدر یکسان و مادر متفاوت)
    - مادری (پدر متفاوت و مادر یکسان)
- برادرزاده و خواهرزاده هرچه پایین‌تر رود. مانند نوهٔ برادر.
- برادر و خواهرِ پدر و مادر یعنی عمو و عمه و دایی و خاله هرچه بالاتر رود. مانند عموی مادر.

اصطلاحات اخوه یا کَلالهٔ ابوینی (تنی)، اَبی و اُمّی (ناتنی) نیز دربارهٔ نابرادری و ناخواهری به کار می‌روند.

## محارم سببی (خویشان انگیزه‌ای)
- پدر و مادرِ همسر یعنی پدرشوهر و پدرزن و مادرشوهر و مادرزن هرچه بالاتر رود. مانند پدربزرگ شوهر.
- همسرِ پدر (نامادری)
- همسرِ مادر (ناپدری)
- همسرِ فرزند (داماد و عروس)
- فرزند ناتنی (ناپسری و نادختری) یعنی فرزند همسر از سایر همسرانِ او - شوهر پیشین و زن پیشین یا زن دیگر در صورت چندهمسری - هر چه پایین‌تر رود پس از دخول جنسی از پیش یا پس به‌اندازهٔ ختنه‌گاه با همسر کنونی. مانند نوهٔ همسر.

گفتنی‌است پدرخوانده و مادرخوانده که کودکی را به سرپرستی گرفته‌اند با فرزندخوانده محرم نمی‌شوند هرچند در قانون ایران ازدواج با فرزندخوانده با محدودیت روبرو بوده و پس از فسخ سرپرستی تنها با تشخیص مصلحت دادگاه و اخذ نظر سازمان بهزیستی ممکن است.
اصطلاحات ربیب (ناپسری) و ربیبه (نادختری) نیز در اشاره به فرزند ناتنی به کار می‌رود.

## محارم رِضاعی (خویشان همشیر)
در قرآن به صرف همشیر بودن اشاره شده اما در فقه اسلامی شرایط تفصیلی برای آن ذکر گردیده است مانند اینکه باید بارداری مشروع و سن شیرخوار کمتر از دو سال قمری باشد و غیره. فهرست محارم رضاعی همانند محارم نسبی است.